# NGC 5687
NGC 5687 este o galaxie lenticulară situată în constelația Boarul. A fost descoperită în 24 aprilie 1789 de către William Herschel. Se află la o distanță de 28,84 de megaparseci de Pământ.